# Jujja Wieslander

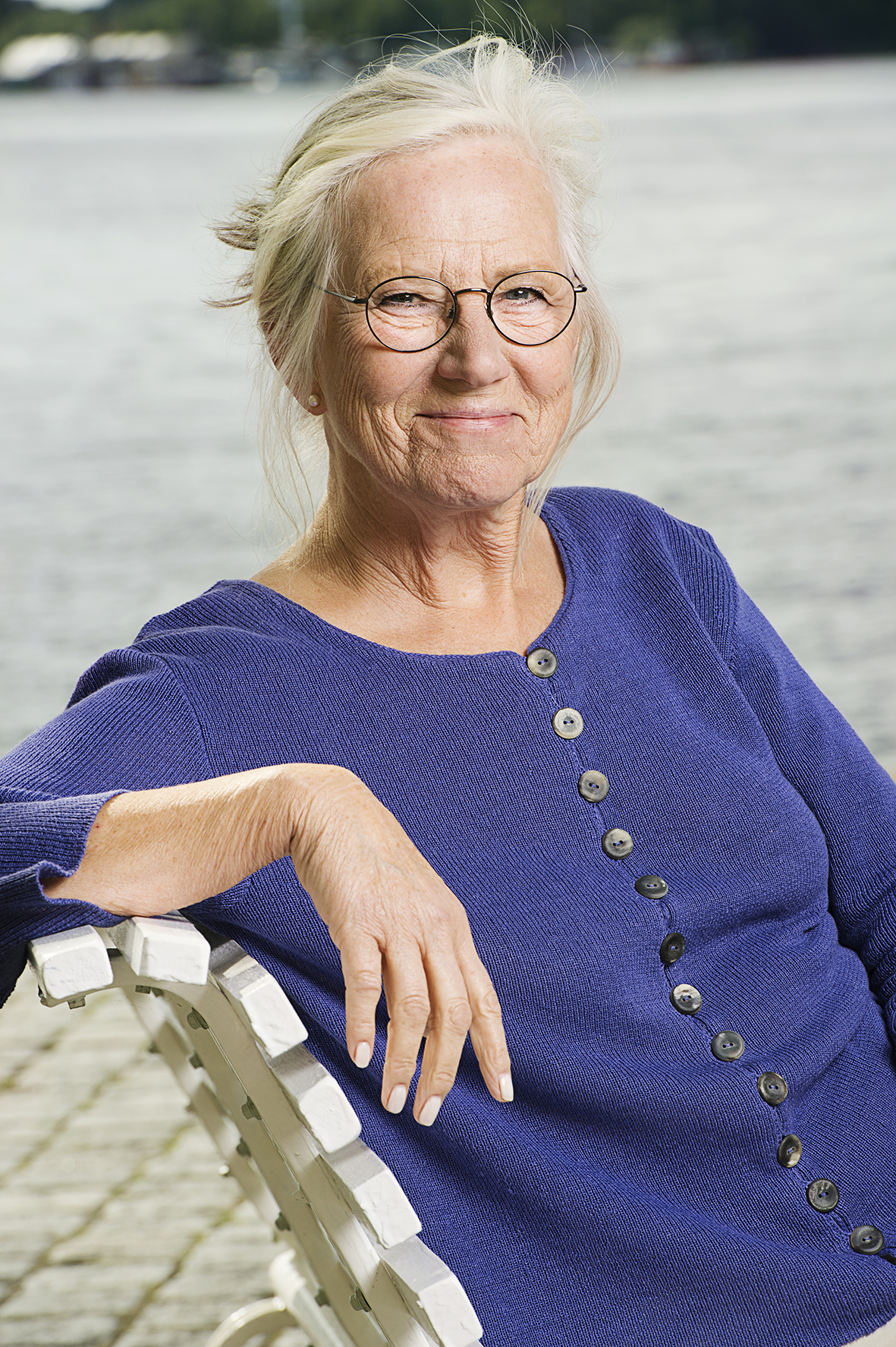
Jujja Wieslander

Jujja Wieslander (* 1944) ist eine schwedische Kinderbuchautorin.

## Wirken
Zusammen mit ihrem Mann Tomas, der bereits 1996 verstarb, ist sie vor allem wegen ihrer literarischen Figur „Mama Muh“ bekannt geworden. Mama Muh ist eine sprechende Kuh, die zusammen mit der Krähe „Krähe“ viele Abenteuer erlebt. Die Kuh lernt beispielsweise Rad fahren, sie geht ins Schwimmbad und viele andere Aktivitäten, bei denen sich Kinder leicht selbst wiedererkennen können, werden hier leicht verfremdet und humorvoll gestaltet.
Viele der Texte sind für das Radio bearbeitet und im schwedischen Kinderradioprogramm ab den 1980er Jahren sehr erfolgreich ausgestrahlt worden. Jujja und Tomas Wieslander haben auch viele Kinderlieder geschrieben, die unter anderem durch die Radioprogramme beliebt geworden sind.

## Auszeichnungen
- 1993: Expressens Heffaklump für Mamma Mu gungar
- 1994: BMF-Plakette für Mamma Mu åker bobb
- 2005: Astrid-Lindgren-Preis